# Angelstads distrikt
Angelstads distrikt är ett distrikt i Ljungby kommun och Kronobergs län. Distriktet ligger omkring Angelstad, öster om sjön Bolmen i västra Småland. 

## Tidigare administrativ tillhörighet
Distriktet inrättades 2016 och utgörs av socknen Angelstad i Ljungby kommun.
Området motsvarar den omfattning Angelstads församling hade 1999/2000.

## Tätorter och småorter
I Angelstads distrikt finns en tätort och en småort.

### Tätorter
- Angelstad

### Småorter
- Bolmen